# 白普理英文小學
白普理英文小學（英語：Bradbury School），又名白普理小學，是一所國際小學，位於香港島灣仔區半山區司徒拔道43C號，該學校是由英基學校協會 (ESF)開辦。於1975年創立，為720名學生提供IB課程。

## 設施
圖書館，音樂室，會議廳，體育館，多個突破場所，醫療室，PTA商店和幾個操場，包括冒險遊樂場，巨型沙坑和足夠跑步和踢球的空間。